# Christian Friedrich Voelkner

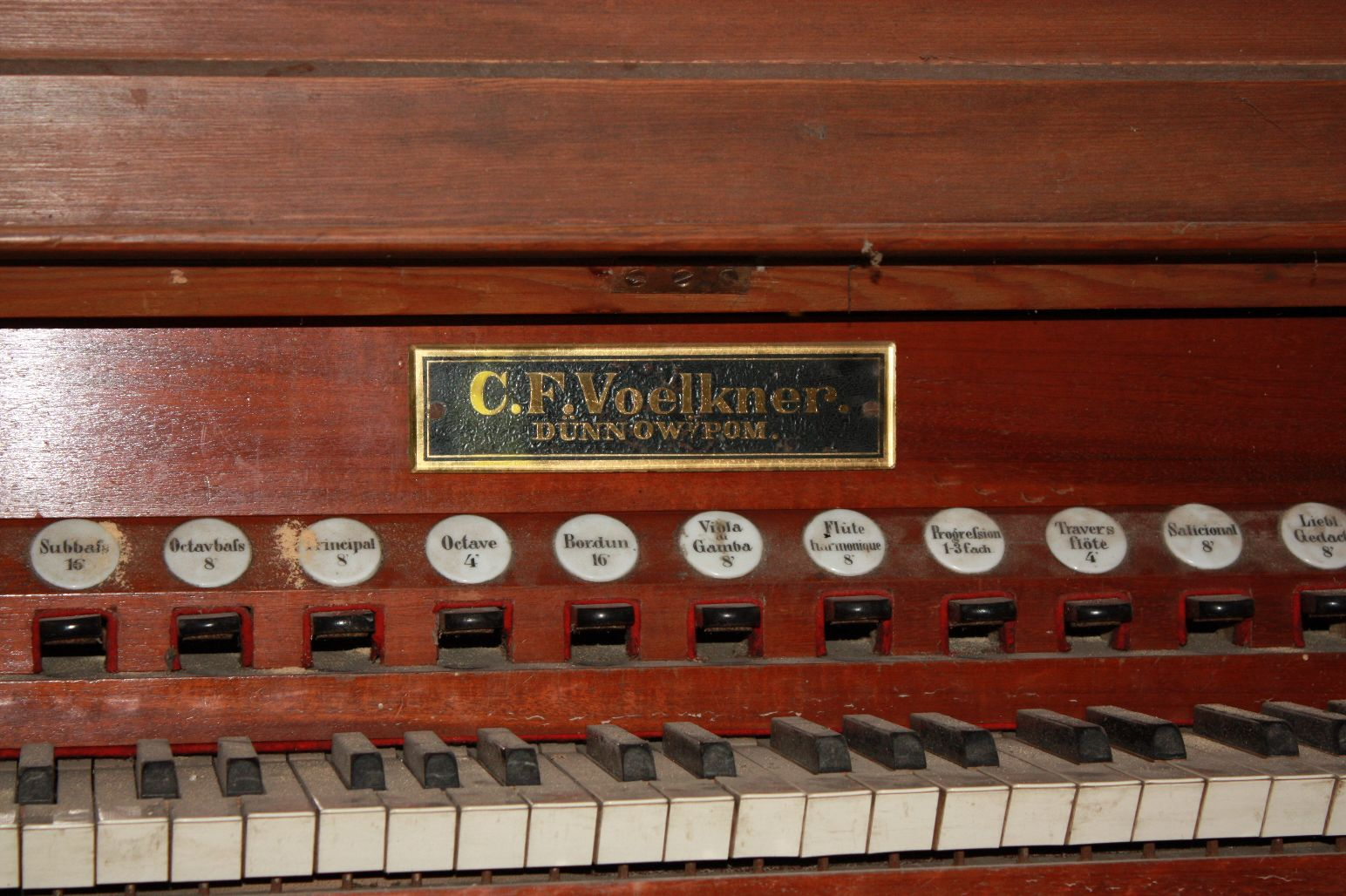
Manual in Pałowo (Alt Pahlow)

Christian Friedrich Voelkner (selten C. F. Völkner; * 1831 in Dünnow, Hinterpommern; † 31. Juli 1905 in Dünnow) war ein deutscher Orgelbauer in Hinterpommern. 

## Leben und Wirken

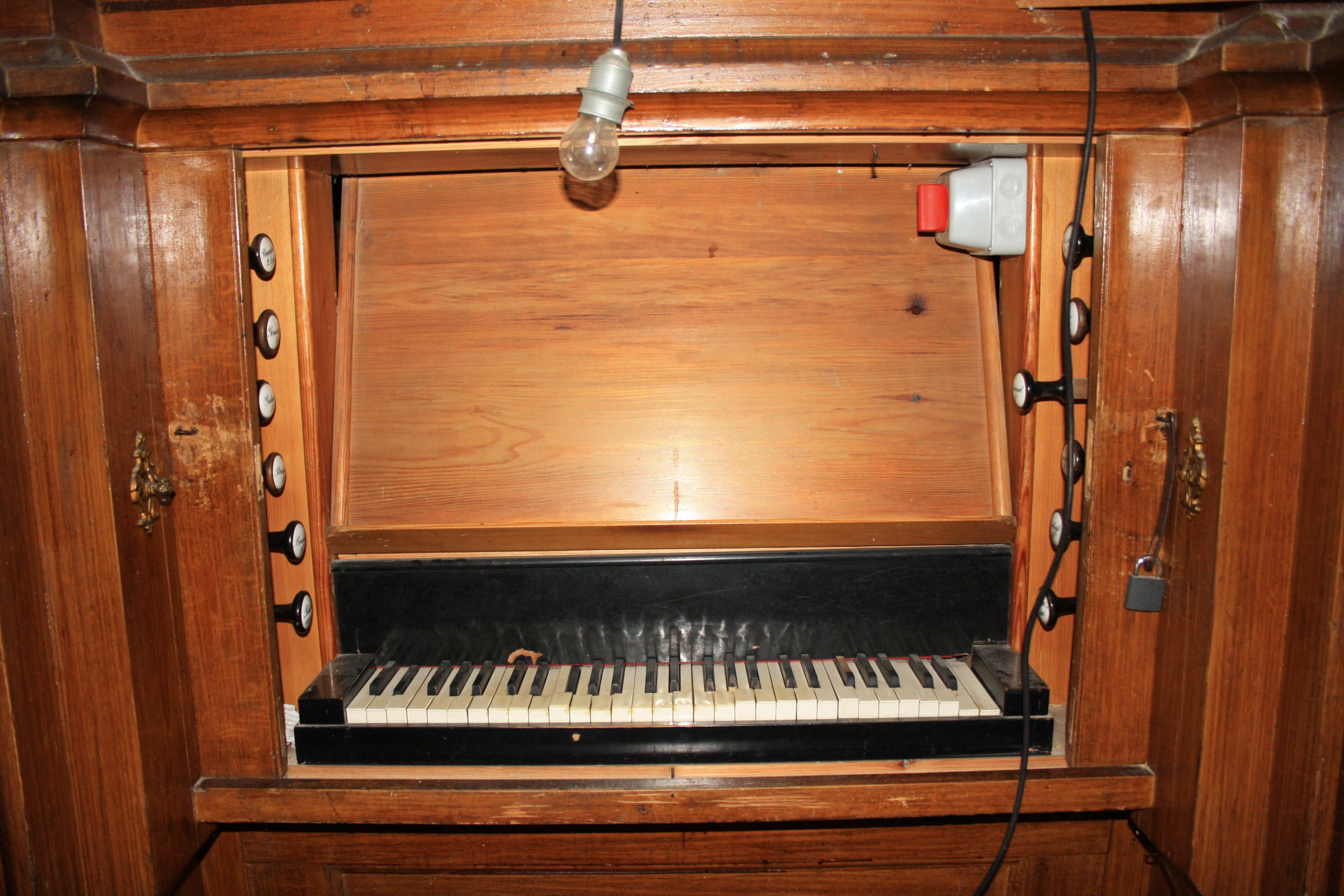
Spieltisch in Rusinowo

Christian Friedrich Voelkner stammte aus einer Familie, die seit 1734 als Lehrer, Organisten und Küster in Dünnow tätig war. Sein Vater war Bauer und Gemeindevorsteher. Bei dessen außerberuflichen Tischlerarbeiten sowie dem Stimmen von Klavieren ließ dieser seinen Sohn teilnehmen und erweckte so in ihm das Interesse an der Musik und an Instrumenten. So versuchte der Junge bereits in jungen Jahren eine Orgel zu bauen, deren Spiel und Technik er bei seinem Großvater, dem Schulmeister und Organisten Christian Voelkner, beobachtet hatte. Er ging später zu Carl August Buchholz nach Berlin in die Lehre als Orgelbauer (vor 1857).

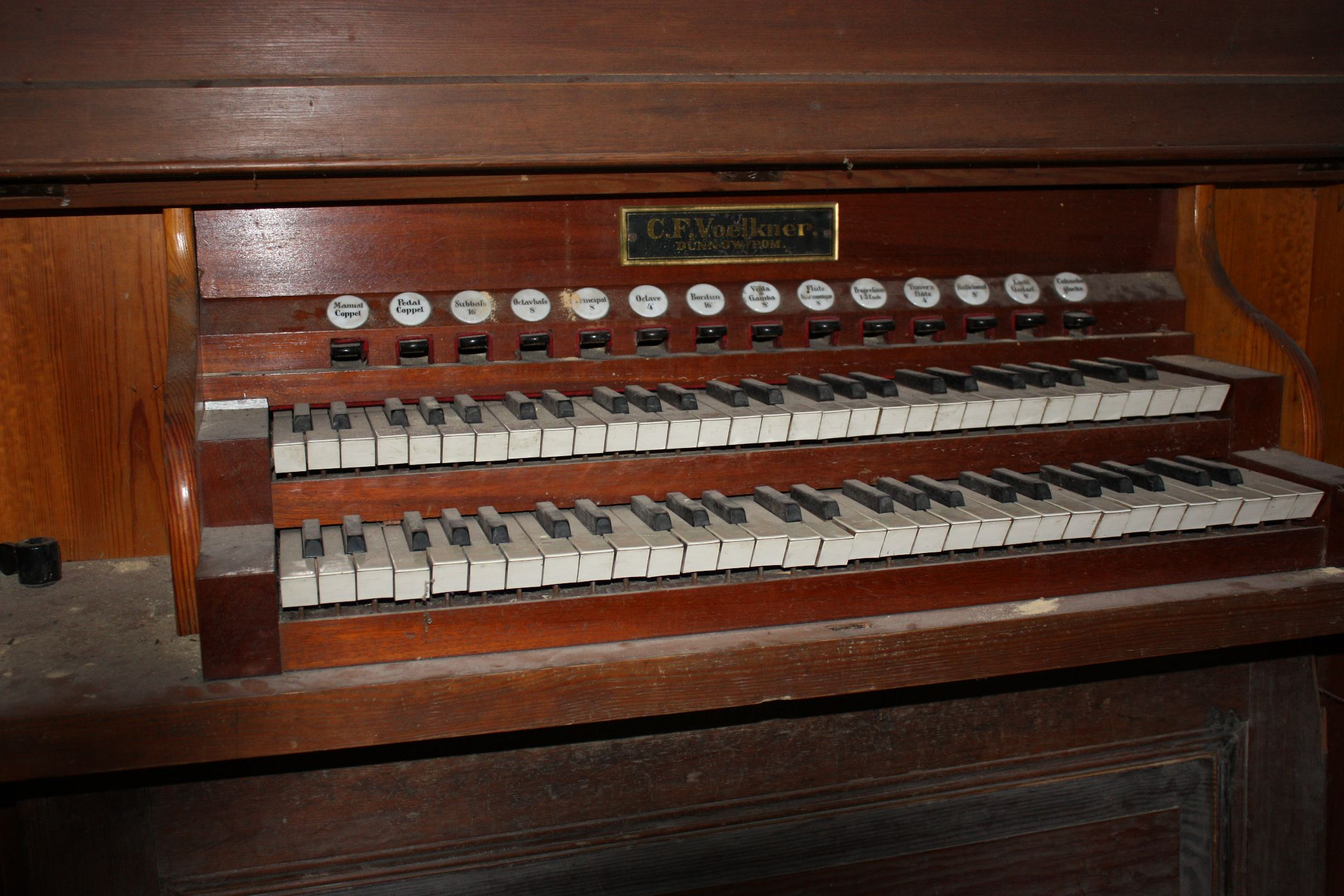
Manuale in Pałowo

Im Jahre 1859 begründete Voelkner in Dünnow eine eigene Orgelbauwerkstatt. Seine erste Orgel – ein kleines Werk ohne Pedal – wurde in der Kirche des seinem Heimatdorf nahe gelegenen Ort Arnshagen aufgestellt. In der Werkstatt C. F. Voelkner Dünnow i. Pom. beschäftigte er anfangs drei Orgelbaugehilfen. Seine sorgfältig erstellten klangschönen Instrumente machten ihn bald über die Grenzen Pommerns hinaus bekannt. Es gelang ihm, aus kleinsten Anfängen den Betrieb zu einem größeren Unternehmen auszubauen. 1876 ließ er ein neues Fabrikgebäude bauen und schaffte 1877 die ersten Maschinen an. Im Jahre 1888 wurde in seiner Orgelbauanstalt das Opus 100 von Neu- und Umbauten gefeiert.
Voelkner baute zunächst Schleifladenorgeln, außerdem zuweilen eigene, mechanische oder pneumatische ausgesteuerte Hängeventillade. Er war als regelrechter Tüftler bekannt, von dem Erfindungen wie das Voelknersche Gebläse oder der Vorsänger (eine Melodiekoppel) stammten.
Um 1900 legte Orgelbaumeister Christian Friedrich Voelkner sein Lebenswerk in die Hände seines Sohnes Paul Voelkner.
Im Jahre 1903 erlebte er noch, dass in zweihundert Kirchen bis nach Russland und Ostafrika Orgeln aus seiner Werkstatt gebaut oder umgebaut worden waren (Opus 200). Sein Tod infolge eines Schlaganfalls ersparte es ihm, mit ansehen zu müssen, wie ein halbes Jahr später seine Fabrik aufgrund von Brandstiftung ein Raub der Flammen wurde.

## Orgeln (Auswahl)
Die Orgelbau-Anstalt C. F. Voelkner Dünnow i. Pom. schuf etwa 170 Neu- und Umbauten bis 1900, vor allem in Hinterpommern, selten in Vorpommern und Brandenburg. Ein Werkverzeichnis ist nicht bekannt. Die Orgeln hatten bis zu 20 Register. Bei einigen gibt es nur ein Firmenschild ohne weitere Informationen zur Entstehung. Orgeln ab 1900 sind bei Paul Voelkner verzeichnet. Nicht mehr vorhandene Instrumente sind kursiv gesetzt.
| Jahr      | Ort                              | Gebäude                                                          | Bild | Manuale | Register | Bemerkungen |
| --------- | -------------------------------- | ---------------------------------------------------------------- | ---- | ------- | -------- | --- |
| um 1862   | Arnshagen (Charnowo)             | Kirche                                                           |      | I       |          | erste eigene Orgel, bereits früher begonnen, ohne Pedal, war 1946 erhalten, heute?                                                          |
| 1869      | Saleske (Zaleskie)               | Kirche                                                           |      |         |          | |
| 1870 (?)  | Alt Järshagen (Stary Jarosław)   | Kirche                                                           |      | I/P     | 6        | Zuschreibung, sehr schlechter Zustand |
| 1874      | Freist (Wrzeście)                | Kirche                                                           |      |         |          | |
| 1874      | Rützenhagen (Rusinowo)           | Ev. Kirche, heute Mariä-Geburt-Kirche                            |      | I/P     | 10       | erhalten, in schlechtem Zustand |
| 1874–1875 | Bütow (Bytow)                    | St. Elisabethkirche, heute St. Katharina und Johannes der Täufer |      | II/P    | 12       | ersetzte Schulze-Orgel von 1854, 1945 zerstört                                                                                              |
| 1875      | Groß Küdde (Gwda Wielka)         | Kirche, heute Kirche des Bischofs Stanisław                      |      | II/P    | 11       | erhalten |
| 1878      | Dünnow (Duninowo)                | Kirche, jetzt Kirche der Muttergottes von Tschenstochau          |      | II/P    | 12       | erhalten, in Voelkners Heimatort |
| 1879      | Wendisch Silkow (Żelkowo)        | Kirche                                                           |      |         |          | |
| um 1879?  | Alt Kugelwitz (Kowalewice)       | Ev. Kirche, jetzt Kirche Herz Jesu                               |      | I/P     | 9        | erhalten, in schlechtem Zustand, ähnliche Bauart wie in Dünnow, daher zeitliche Vermutung, ungewöhnliches Firmenschild C.F. Völkner, Dünnow |
| um 1880   | Steglin (Szczeglino)             | Ev. Kirche, jetzt Kirche der Muttergottes vom Skapulier          |      | I/P     | 9        | erhalten, in schlechtem Zustand |
| 1888      | Stolpmünde (Ustka)               | Kirche St. Johannis und Nicolai, heute Erlöserkirche             |      | II/P    | 20?      | in neuer Kirche, heute II/P, 20 |
| 1893      | Stolpe, Vorpommern               | Wartislaw-Gedächtniskirche                                       |      | I/P     | 8        | erhalten |
| 1893      | Glasow (Głazów), Neumark         | Kirche                                                           |      | II/P    | 10       | [ 13 ] |
| 1893      | Alt Pahlow (Pałowo)              | Ev. Kirche, jetzt Kirche Mariä Himmelfahrt                       |      | II/P    | 14       | am 4. Januar 1894 abgenommen, pneumatische Traktur, wesentliche Beteiligung von Paul Voelkner                                               |
| 1894      | Mönkebude, Vorpommern            | Kirche                                                           |      | I/P     | 7 (9)    | ursprünglich in Liebenberg in Brandenburg, 1984 umgesetzt                                                                                   |
| um 1895   | Brunn (Bezrzecze)                | Kirche, jetzt Kirche Maria Königin der Kirche                    |      | I/P     | 4        | erhalten, Opus 148 auf Firmenschild, pneumatische Registertraktur, z. Zt. Restaurierung                                                     |
| 1896      | Köslin (Koszalin)                | Katholische St.-Joseph-Kirche                                    |      | II/P    | 13       | 1930er Umbau W. Sauer im Stil der Orgelbewegung, 2003 Restaurierung durch Mollin                                                            |
| 1899      | Rathsdamnitz (Dębnica Kaszubska) | Kirche                                                           |      |         |          | |
| um 1900   | Lebehnke (Stara Łubianka)        | Kirche, heute Kirche der Kreuzerhöhung                           |      | II/P    | 10       | Opus 166, erhalten |
| ?         | Kölpin (Kiełpino, Borne)         | Kirche, heute St. Kasimir                                        |      | I/P     | 10       | sehr schlechter Zustand |
| ?         | Grupenhagen (Krupy)              | Ev. Kirche, jetzt Kirche der Muttergottes vom Tor der Morgenröte |      | II/P    | 11       | erhalten |
| ?         | Schlawin (Słowino)               | Ev. Kirche, jetzt Kirche der Kreuzerhöhung                       |      | I/P     | 10       | erhalten in sehr schlechtem Zustand |
| ?         | Groß Brüskow (Bruskowo Wielkie)  | Kirche                                                           |      | II/P    | 10       | 2008 restauriert |
| ?         | Zackenzin (Ciekocino)            | Kirche, heute Kirche St. Peter                                   |      | I/P     | 10       | erhalten |
| ?         | Pollnow (Polanów)                | Heilig-Kreuz                                                     |      | II/P    | 19       | erhalten |
| ?         | Soltnitz (Żółtnica)              | Kirche, jetzt Kirche der Muttergottes Königin von Polen          |      | II/P    | 9        | erhalten, schlechter Zustand |
| ?         | Alt Krakow (Stary Kraków)        | Kirche                                                           |      |         |          | |